# Mongol (film)
 For alternative betydninger, se Mongol. (Se også artikler, som begynder med Mongol)
Mongol (russisk: Монгол) er en spillefilm fra 2007 af Sergej Bodrov.

## Medvirkende
- Tadanobu Asano som Genghis Khan/Temüjin
- Odnyam Odsuren
- Sun Honglei som Jamukha
- Amarbold Tuvshinbayar
- Chuluuny Khulan som Börte